# Forteresse de Beaufort
Pour l’article homonyme, voir Beaufort.
La forteresse de Beaufort, appelée Qala'at ash-Shqif est un château fort ancien du Moyen-Orient, reconstruit au XIIIe siècle et appelé « Beau fort » par les croisés et Belfort par certains géographes. Il est situé à environ un kilomètre au sud-sud-ouest du village d'Arnoun (en), dans le Liban actuel.

## Nom
Le château a été nommé « Beau fort » par les croisés qui l'occupèrent pendant le XIIe siècle. Le nom arabe Qala'at ash-Shqif signifie château du Haut Rocher, son nom complet étant Qala'at ash-Shqif Arnoun qui est une combinaison du mot arabe Qala'at (château) avec le mot syriaque Shqif Arnoun (Shqif voulant dire haut rocher).

## Histoire ancienne
On ne sait que peu de choses à propos du site de Beaufort avant sa capture par les croisés en 1139, bien que certains historiens supposent que l'éperon rocheux de sept cents mètres d'altitude sur lequel le château est implanté représentait déjà une position stratégique pendant les périodes biblique et romaine.
Fortifiée par les Arabes, la position est cédée aux Francs par l’atabeg de Damas Shihab al-Din Sohrawardi en 1139. Le roi de Jérusalem Foulques d’Anjou, la remit  au seigneur de Sagette, qui devint ainsi un des seigneurs les plus importants de la région. En 1179, une partie des croisés rescapés de la bataille de Marj Ayoun trouva refuge en ses murs. Peu après le désastre d’Hattin, Saladin tenta de s’en emparer mais se heurta à la farouche résistance de l’astucieux Renaud Granier qu’il parvint néanmoins à briser au prix d’un an d’effort.En 1240, Al-Salih Ismaël, le malik de Damas, sollicita une aide militaire de la part des Francs contre la coalition du jeune sultan égyptien Al-Sahil Ayyub avec le malik de Transjordanie. En contrepartie, il proposa de leur rétrocéder tout l'ancien royaume de Jérusalem jusqu'au Jourdain. Dans un premier geste, le malik de Damas rendit immédiatement aux Francs un vaste territoire allant de Sidon à Tibériade et comprenant la forteresse de Beaufort. Cette cession ne fut pourtant pas facile, la garnison refusant de céder la place. Ismaël dut lui-même mener un siège pour ensuite céder le tout au comté de Sidon. La possession devint templière lorsque Julien de Sidon leur vendit Beaufort en 1260, ainsi que Sidon et les terres environnantes, n'ayant pas les ressources financières nécessaires à la reconstruction de cette dernière, ceci après les représailles mongoles à la suite de certaines de ses exactions. Les Templiers perdirent le château le 15 avril 1268 à la suite d'une attaque menée par le sultan Baybars, qui mit en batterie 26 machines de siège bombardant intensivement la place durant 10 jours. Beaufort ne connut des moments plus calmes qu'à partir du XIVe siècle et jusqu'au XVIe siècle.
Au XVIIe siècle, Fakhr-al-Din II inclut le château dans son réseau de fortifications mais l'émir est ensuite défait par les Ottomans, lesquels détruisirent la partie supérieure de la citadelle. Le château demeura sous le régime féodal jusqu'en 1769.

## Histoire moderne

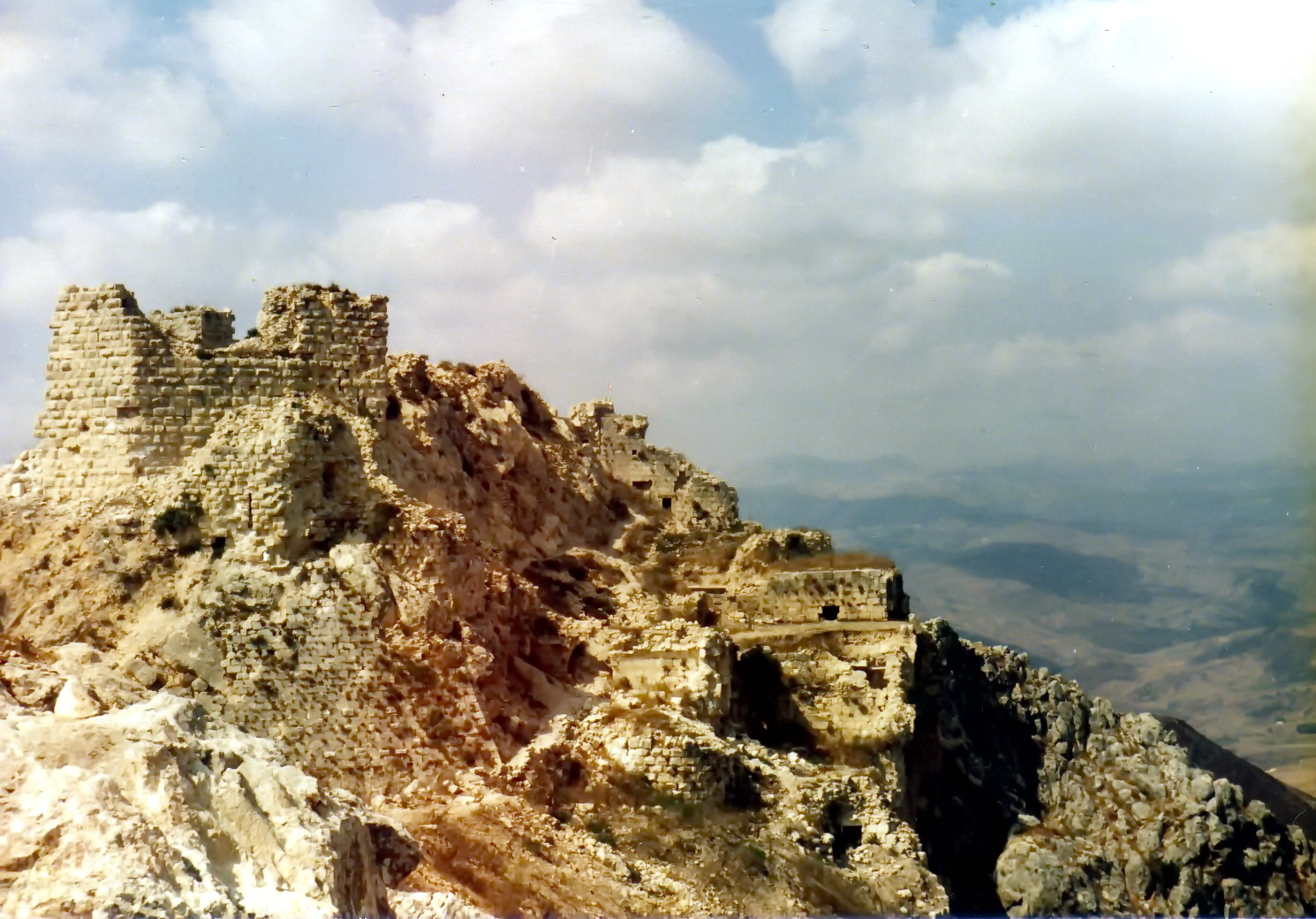
Beaufort en 1982.

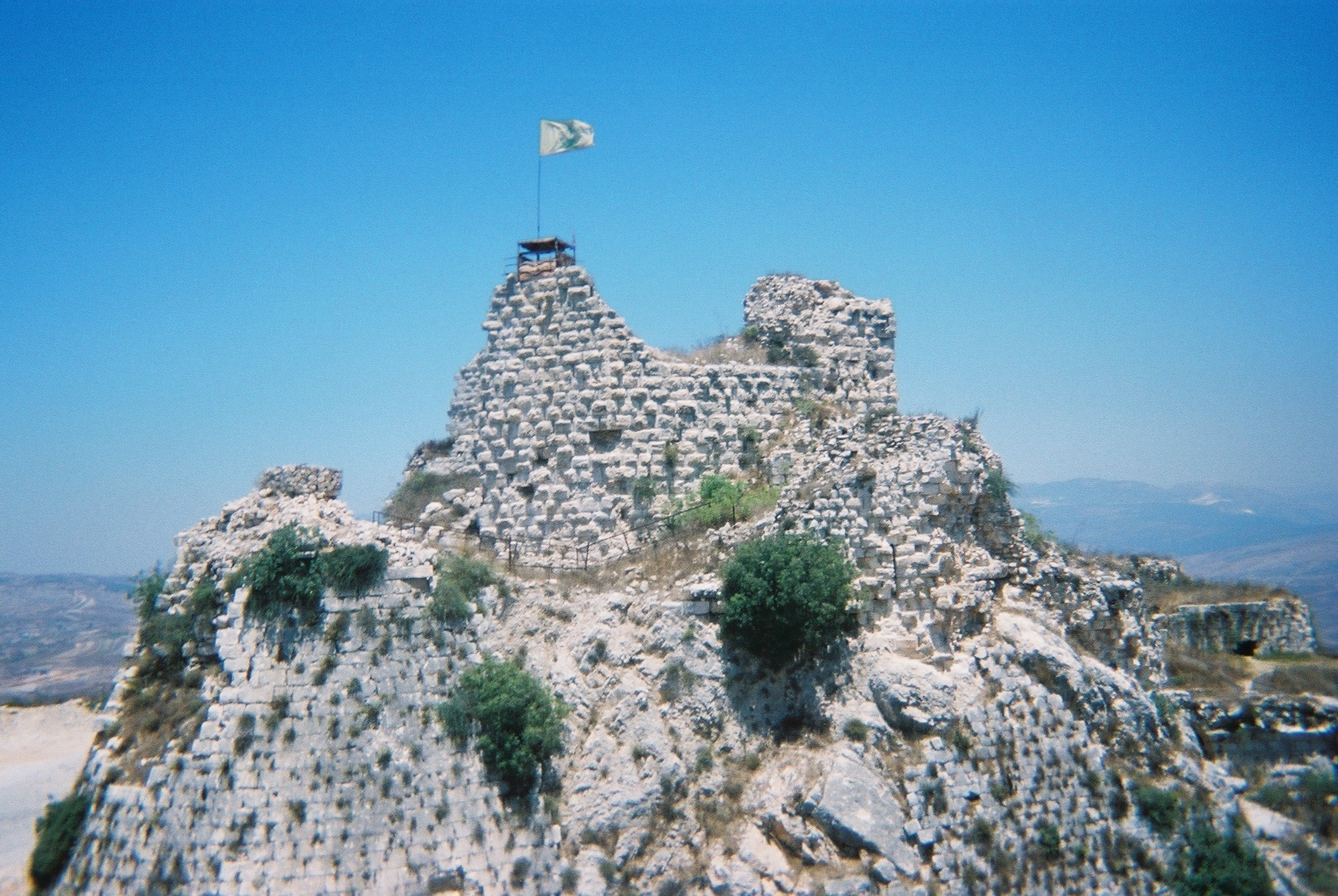
Château de Beaufort en août 2007

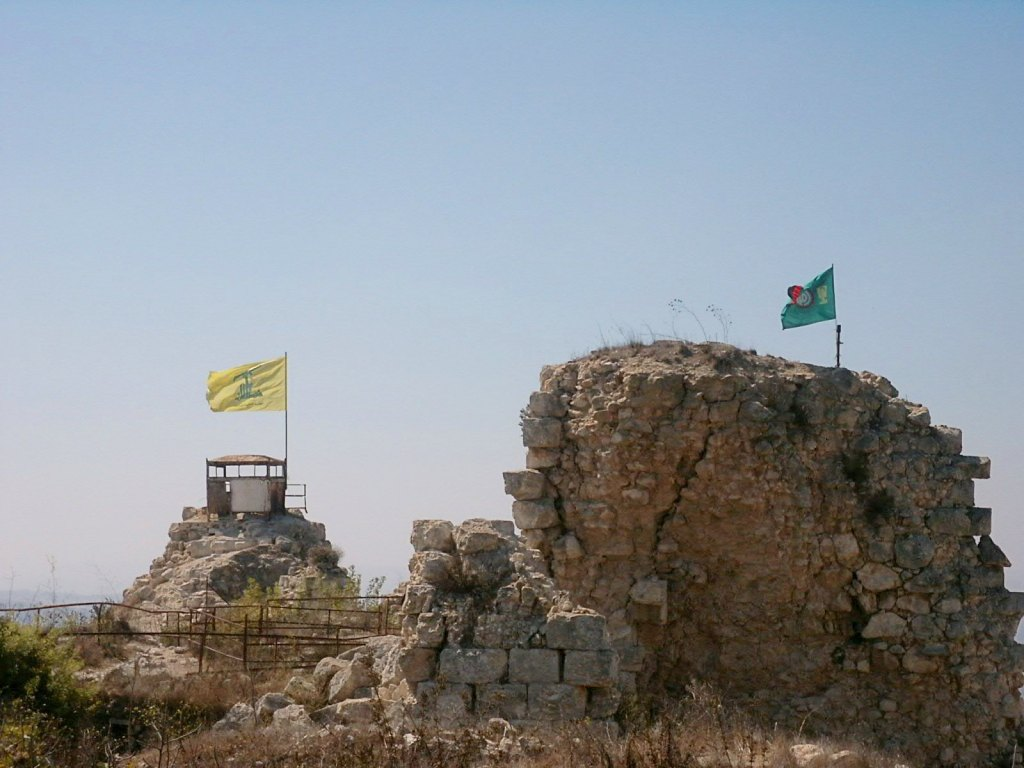
Beaufort 2003

En 1782, le gouverneur d'Acre assiégea le château, le captura et détruisit une grande partie des fortifications restantes. Un tremblement de terre en 1837 se chargea du reste de celles-ci. Par la suite, il est utilisé comme carrière ou encore comme abri pour moutons.
La restauration de la forteresse de Beaufort commence lors du premier mandat français au Liban en 1920 et se poursuit après l'indépendance du pays en 1943.
La position stratégique du château, duquel on peut voir la majeure partie du sud-Liban mais aussi du nord d'Israël, représente un intérêt certain lors des conflits récents. Il est investi par les combattants palestiniens entre 1976 et 1982, puis occupé pendant 18 ans par l'armée israélienne, de 1982 à 2000? date du retrait des Israéliens du Liban sud.

### De 1976 à 1982
Le conflit israélien palestinien «se déplace vers le Liban-Sud» après la victoire israélienne lors de la guerre des Six Jours en 1967, qui conduit à une occupation israélienne de la Cisjordanie et de Gaza. Dès la fin des années 1960, les combattants armées de l'Organisation de libération de la Palestine (OLP) font du château « l’épicentre de leurs combats contre l’armée israélienne ». À partir de 1976, l'OLP tirait des obus de ce site sur le nord d'Israël.  Entre 1976 et 1980 les positions de l'OLP dans la citadelle ont été attaquées de nombreuses fois par l'armée israélienne (Tsahal).

### Occupation israélienne de 1982 à 2000
Le 6 juin 1982, au début de l'intervention militaire israélienne au Liban, les positions de l'OLP dans le château de Beaufort ont été durement bombardées avant d'être prises finalement par les forces de défense israéliennes le 8 juin 1982. Les conséquences sont terribles pour les habitants de la région, en ce qui concerne le nombre de morts, les déplacements forcés, les dégâts matériels. Le lieu est érigé par ailleurs en lieu emblématique de la résistance contre Israël.
En 1982, le château occupé « fait l’objet d’une mise en scène médiatique bien orchestrée de la part des autorités israéliennes », notamment lors de la rencontre qui y est organisée entre M. Begin, Premier ministre d’Israël, et A. Sharon, ministre de la Défense. De plus des touristes israéliens sous protection militaire viennent le visiter.
En 1982, Tsahal renforce les fortifications de la zone avec des bunkers et des blocs de béton, ce qui n'empêcha pas que Beaufort ait été attaquée à plusieurs reprises par le Hezbollah.

## Travaux de réhabilitation
En mai 2000, Tsahal évacua sa zone de sécurité au Sud-Liban, abandonnant le château et en détruisant la base militaire, ceci afin qu'elle ne puisse être utilisée par le Hezbollah même s'il l'est toujours.
En juillet 2010, la revue économique libanaise Le Commerce du Levant indiquait que l'édifice allait être rénové sur une période de 2 ans pour un montant de 3 millions de dollars.  Les travaux de réhabilitation comprennent des travaux de soutènement, de déblayage, de protection du site des eaux de pluie et de leur évacuation, de reconstruction de la tour principale et des entrées, ainsi que d'éclairage.
Depuis que le Liban Sud est libéré de l'occupation israélienne, le château est un «lieu de mémoires concurrentielles».
- L'État libanais entreprend de le patrimonialiser ; « le château comme symbole de l’occupation et de la réunification nationale est le principal argument pour justifier de la mise en œuvre d’un important projet de réhabilitation in situ »[7].
- Il est revendiqué par les Palestiniens comme un lieu de mémoire de  la « grande bataille de 1982 » et comme un lieu de pèlerinage qui rappelle le sacrifice des combattants tués lors de l'invasion israélienne du Liban[7]. Toutefois cette volonté de s'approprier le château s'est heurtée à une fin de non-recevoir de la part du ministère libanais de la Culture qui évoque une « occupation » palestinienne du site entre 1976 et 1982[7]. De même, nombre d'habitants du village refusent de considérer la forteresse comme un lieu de résistance palestinien, parce que leur région a subi des représailles israéliennes massives ; leur solidarité initiale avec les Palestiniens s'est délitée[7].

## Description
Construit sur le haut d'une falaise d'environ 500 mètres de long, à une altitude de 670 mètres, surplombant la rivière Litani, cette forteresse défend au Moyen Âge le royaume de Jérusalem. Du haut de ce château on peut voir à l'horizon plusieurs châteaux de Subeibeh sur le Golan, au sud le Toron et le Maron, le Sagette, Tyr et Chamaa sur la côte.
Il s'insère dans un espace triangulaire de 90 mètres à sa base, avec ses fossés et s'élève à 170 mètres. L'entrée se trouve au sud de l'édifice à la jonction du château bas et haut entre les deux tours no 5 du château haut et la no 1 du château bas, porte A selon les plans établis par Jean Yasmine architecte chargé de la restauration de l'édifice.
Le château bas est situé à l'est, et le château haut à l'ouest et contrôlant celui du bas. On peut voir au nord les traces d'un bassin. Les deux édifices s'étendent en longueur du nord au sud
Le château haut est renforcé dans sa partie sud d'un mur bouclier intérieur protégé par deux tours la no 6 à l'ouest et la no 5 à l'est. en son centre on accède à la tour maîtresse centrale par une rampe d'accès à l'est de celle-ci s'élève une chapelle. À l’extrémité sud le château haut est protégé par une autre tour maîtresse de forme hexagonale.
Le château bas comporte une grande salle voûtée dans la partie sud, protégé par les deux tours sud la no 1 et 2 et au sud par la tour no 3 suivi d'un saillant précédent la tour no 4 avant les casemates et le bâtiment H à l'extrémité sud.
Le château est pourvu de citernes et de canalisation pour les eaux usées.